# Glenn Strömberg
Glenn Peter Strömberg (n. 5 ianuarie 1960) este un fost fotbalist suedez. A câștigat Cupa UEFA cu clubul IFK Göteborg în anul 1982.